# Nyctiophylax uncus
Nyctiophylax uncus là một loài Trichoptera trong họ Polycentropodidae. Chúng phân bố ở miền Tân bắc.